# 빙글
빙글(Vingle)은 커뮤니티 기반의 관심사 SNS이다.

## 개요
빙글(Vingle)은 글로벌 관심사 SNS이다. 빙글(Vingle)은 전 세계 26개 언어로 서비스되고 있으며, 론칭(2012년 7월 베타 웹 서비스, 2013년 2월 모바일 앱 서비스 개시) 한 이후 현재까지 빙글에 접속한 국가의 수는 200여 개에 달하는 글로벌 서비스이다. 2015년 말 현재, 대한민국에서 트위터를 제치고 인스타그램 다음으로 이용자가 많은 대표적인 관심사 SNS이다.

## 창업자와 창업스토리
빙글(Vingle)의 CEO는 문지원 대표이며 공동 창업자로 호창성 대표가 있다. 두 사람은 각각 하버드대 대학원과 스탠포드대 MBA를 졸업하고 실리콘밸리에서 미국, 일본, 유럽, 한국, 대만, 인도 등의 글로벌 동영상 콘텐츠를 커뮤니티가 만든 다양한 언어의 자막과 함께 시청할 수 있는 TV & 영화 사이트인 ViKi.com을 창립했다. Viki.com은 세계적인 IT 전문지인 테크 크런치가 매년 20개 부문에 걸쳐 유망한 벤처 기업과 창업자에게 시상하는 ‘크런치 어워드 2010’에서 베스트 인터내셔널상을 수상하여 그 혁신성을 인정받았으며, 문지원, 호창성 대표는 이 세계적인 IT 어워드에서 한국인으로서 첫 수상의 영광을 얻었다. 뿐만 아니라, 전 세계 이용자들로부터 폭발적인 사랑과 지지를 받은 Viki.com은 일본의 유명 전자상거래 업체인 라쿠텐에 미화 2억 달러(한화 약 2,100억 원)에 매각, 문지원, 호창성 대표는 토종 한국인으로서 최초로 실리콘밸리에서 성공 신화를 만든 벤처 기업가가 되었다. Viki.com을 통해 커뮤니티의 힘을 경험한 문지원 대표는 타고난 메이커스 DNA를 바탕으로 '관심사로 세상을 잇는다'라는 모토 아래 또다시 커뮤니티 기반의 관심사 SNS 빙글(Vingle)을 창립하게 된다. Viki가 TV와 영화라는 관심사 커뮤니티에 집중한 서비스이라면, 빙글(Vingle)은 다양한 분야의 관심사 커뮤니티가 개설되어 있는 관심사 SNS이다.

## 관심사 커뮤니티 소개
현재 빙글(Vingle)의 관심사 커뮤니티는 3,000여 개에 달한다. 그중 사랑과 연애, 남성 패션, 여성 패션, 유머, 뷰티, 여행, 맛집 탐방 등의 대표 커뮤니티들의 멤버 수는 커뮤니티별로 각각 백만 명을 넘는다. 이들 숫자는 단일 커뮤니티 회원 수로는 국내 최고 수준이며, 특히 사랑과 연애 커뮤니티는 멤버 수가 160만 명(2016년 1월 기준)이 넘어 빙글(Vingle) 내에서도 독보적인 숫자의 회원을 보유하고 있다. 빙글(Vingle)의 대표적인 커뮤니티 외에도 자전거, 일본 애니메이션, 키덜트, 카페, DIY 등 다른 곳에서 찾아보기 어려운 다양한 관심사의 커뮤니티들이 많아 해당 분야에 관심이 많은 이용자들에게 퀄리티 높은 콘텐츠를 제공하고 있다. 이 같은 이유로 빙글(Vingle)은 전 세계 이용자들이 전 분야의 관심사를 모두 만날 수 있는 진정한 의미의 관심사 SNS라고 할 수 있다.

## 주요 특성
관심사 선택을 기반으로 검색이 가능하기에 쓸모없는 정보들을 걸러내는 것이 편하며 관심 콘텐츠 확보에 용이하다. 빙글(Vingle) 이용자들이 다른 SNS나 커뮤니티 사이트가 아닌 빙글(Vingle)을 자주 방문하고 좋아하는 이유는 바로 ‘내가 보고 싶은 콘텐츠만 볼 수 있다'는 사실 때문이다. 빙글(Vingle)에 가입하기 위해서는 자신의 관심사를 선택하는 과정을 거친다. 누구나 좋아하는 관심사 한두 개쯤은 있고, 많게는 수십 개의 관심사들이 있으므로 즐거운 마음으로 선택할 수 있다. 현재 빙글은 가입 시 10개의 관심사를 선택하고, 이는 가입 후 얼마든지 추가 또는 변경할 수 있다. 관심사 커뮤니티에 가입을 마치면, 홈 화면에 자신이 선택한 관심사에 해당하는 다양한 콘텐츠들이 뜨고, 그중 자주 클릭하는 콘텐츠들은 자동으로 알고리듬에 반영되어 이용자들은 지속적으로 자신이 보고 싶은 콘텐츠만 보게 된다. 보고 싶은 콘텐츠만 볼 수 있다는 점은 이용자들에게는 큰 만족과 즐거움을 주는 것과 동시에 전 세계 SNS 시장에서 빙글(Vingle)만의 차별우위점이자 경쟁력이 된다.

## 구성과 이용 방법
빙글(Vingle)의 콘텐츠 즉 개별 포스트는 카드(card)라 불린다. 카드는 여러 개의 블록으로 구성할 수 있으며, 최대 20개까지 만들 수 있고 각 블록에는 최대 10개의 사진과 동영상을 올릴 수 있지만 카드당 최대 사진과 동영상은 50개까지 올릴 수 있다. (동영상은 YouTube, Vimeo, Viki, Tudou, Youku, ESPN, 다음이 호환된다.) 관심사 커뮤니티에는 블로거, 언론사들을 비롯한 퍼블리셔들이 카드를 발행할 수 있다. 퍼블리셔들은 팔로워를 모을 필요 없이 즉각적으로 타깃 독자들에게 콘텐츠를 전달할 수 있을 뿐만 아니라, 콘텐츠가 관심사별 타깃 독자들에게만 전달되기 때문에 좋아요 나 댓글, 클립과 같은 콘텐츠에 대한 반응이 매우 높다. 카드의 묶음을 컬렉션이라 부르며, 컬렉션을 통해 콘텐츠가 재확산되어 콘텐츠 수명이 길다.

## 이용자 룰
이용자는 누구나 빙글(Vingle) 카드에 자신이 관심 있는 정보나 이야기를 이미지나 동영상과 함께 담을 수 있다. 이용자가 작성한 카드는 내용에 적합한 관심사 커뮤니티에 발행하게 된다. 이때 콘텐츠에 따라 관련 있는 2~3개의 커뮤니티에 동시 발행도 가능하다. 하지만, 자신의 카드의 노출을 높이기 위해 관련성이 떨어지거나 전혀 관계없는 커뮤니티에 카드를 발행하면, 다른 이용자들이나 커뮤니티 운영자로부터 신고가 들어오고, 문제가 된 커뮤니티에서 해당 카드의 발행을 취소하거나 변경을 요청할 수 있다. 이 같은 커뮤니티의 자정 작용과 스마트 알고리듬을 통하여 이용자들이 좋아하는 콘텐츠는 더욱 많이 노출되고, 스팸은 자동으로 걸러진다. 이 같은 과정에서 커뮤니티 이용자들로부터 신고를 많이 받은 카드는 시스템적으로 낮은 스코어를 얻게 되어 2차, 3차 노출시에 불이익을 받게 되므로, 자신의 콘텐츠가 보다 많은 사람들에게 노출되어 사랑받기를 원하는 퍼블리셔라면, 적확한 커뮤니티에 카드를 발행하는 것은 필수이다.

## 타 SNS와 다른 점
빙글(Vingle)은 여타 세계적인 글로벌 SNS와 차이점을 가지고 있다. 먼저 페이스북과 비교해보면, 페이스북은 잘 아는 친구나 지인들과 관계 형성을 하기 위한 인맥 기반의 SNS이며, 인스트그램은 사진 중심의 SNS이다. 핀터레스트는 이미지 큐레이션 서비스로 이용자가 원하는 비주얼을 찾는 검색 서비스로 평가받고 있다. 반면 빙글(Vingle)은 자신과 좋아하는 관심사가 같은 사람끼리 소통하고 함께 콘텐츠를 즐기는 관심사 기반의 SNS이다. 이용자들은 익명으로 활동하기 때문에 과시형 콘텐츠를 올릴 필요도 없고, 좋아하지 않은 콘텐츠에 좋아요를 누를 이유도 전혀 없다. 따라서 빙글(Vingle)의 이용자들은 자신이 좋아하는 콘텐츠를 즐기기 위해 빙글(VIngle)에 가입하고, 재방문하게 된다.
빙글(Vingle)은 개인 이용자뿐만 아니라 자신의 브랜드를 홍보하고자 하는 기업들도 이용하는 소셜 채널이다. 그 첫 번째 이유는, 빙글(Vingle)에서는 개인이든 기업이든 누구든지 무료로 계정을 만들 수 있다. 커뮤니티를 방문하는 이용자들에게 불편한 느낌을 주는 지나친 홍보성 글은 제재를 받지만, 커뮤니티 멤버들에게 좋은 정보를 제공할 수 있는 콘텐츠들은 환영을 받기 때문에 브랜드나 기업은 오가닉 하게 자신의 브랜드를 빙글(Vingle)에서 홍보할 수 있다. 두 번째 이유는, 빙글은 이용자들이 무엇에 관심이 있는지 추측할 필요 없이 가입한 관심사 커뮤니티와 발행 및 소비하는 콘텐츠, 댓글, 좋아요, 클립, 성향 상관도 등을 통해 이용자가 무엇에 얼마만큼의 관심이 있는지 매우 정확하게 분석할 수 있는 레이저 타깃팅(Laser Targeting)이 가능하다. 그러므로 기업이 빙글(Vingle)에 네이티브 광고(Native Ads) 등을 운영할 경우, 노출률과 도달률이 높다고 할 수 있다.

## 버전 업데이트
끊임없는 업데이트를 통해 진화하는 빙글(Vingle)은 최근 새롭게 업데이트된 버전을 출시하면서, 또 한 번 이용자들이 원하는 기능을 추가하였다. 빙글 팀은 이용자들의 의견 하나하나에 귀 기울이며 필요한 변화나 개선을 멈추지 않는다. 2015년 12월 출시한 새로운 버전에서는 더욱 즐거운 경험이 가능하도록 커뮤니티 멤버들끼리 더 재미있고 깊이 있게 소통할 수 있는 ‘커뮤니티 톡’을 마련하여 소소하고 즐거운 관심사 이야기를 언제든지 맘껏 나눌 수 있게 되었다.